# The Skids
The Skids — британская рок-группа, образованная в 1977 году в Данфермлине, Шотландия, и исполнявшая поп-панк с элементами арт-рока. Наивысшего успеха в UK Singles Chart группа добилась в 1979 году с синглом «Into the Valley» (#10): песня тут же была принята в качестве основного чанта фанатами футбольного клуба Dunfermline Athletic F.C. (затем её переняли и фанаты Charlton Athletic).
Первые три (из четырех) альбома группы имели коммерческий успех: наивысшего результата в чартах (# 9) достиг третий из них, The Absolute Game (1980). Через состав The Skids прошли многие известные музыканты, в том числе Билли Нелсон (Be Bop Deluxe, Red Noise) и Расти Иган (The Rich Kids, Visage).
Гитарист Стюарт Адамсон в 1980 году основал Big Country, одну из ведущих шотландских групп 80-х годов. Ричард Джобсон после распада The Skids некоторое время возглавлял The Armoury Show, затем выступал соло, выпускал поэтические сборники, стал кинорежиссером.

## Дискография

### Студийные альбомы
- Scared to Dance (1979) # 19 UK Albums Chart[1]
- Days in Europa (1979) UK #32
- The Absolute Game (1980) UK #9
- Joy (1981)
- Burning Cities (2018)
- Peaceful Times (2019)

### Концертные альбомы
- BBC Radio 1 Live in Concert (1992)
- Masquerade Masquerade (2007)

### Компиляции
- Fanfare (1982)
- Dunfermline: A Collection of The Skids' Finest Moments (1987)
- Sweet Suburbia: The Best of The Skids (1995)
- The Very Best of The Skids (2003)
- Into the Valley: The Best of The Skids (2005)
- The Saints Are Coming: The Best of The Skids (2007)

### Синглы
- «Charles» (1978)
- «Sweet Suburbia»(1978) # 70 UK Singles Chart
- Wide Open EP (1978) UK #48
- «Into the Valley» (1979) UK #10
- «Masquerade» (1979) UK #14
- «Charade» (1979) UK #31
- «Working for the Yankee Dollar» (1979) UK #20
- «Animation» / «Pros & Cons» (1980) UK #56
- «Circus Games» (1980) UK #32
- «Goodbye Civilian» (1980) UK #52
- «Women in Winter» (1980) UK #49
- «Fields» (1981)
- «Iona» (1981)